# 鑑識
鑑識（かんしき）とは、犯罪捜査において指紋・血痕などの証拠資料を科学的に鑑定すること。
なお、鑑識課にも階級があり、上から参事、副参事、主事となっている。

## 概要
犯罪や事件が起きた時、鑑識官（鑑識係）が現場に到着し、現場保存、現場写真の撮影、現場観察、現場資料（遺留証拠）の採取及び押収などを行う。採取した資料の一般的な分析は鑑識官が行い、必要に応じて民間を含む研究所などに委託して専門分野の研究員（法科学者）が資料の調査・分析などを担当することになる。その結果を捜査の役に立てたり、裁判における物証として用いる。
通常、鑑識を担当する鑑識官（鑑識課員）は都道府県警察本部に設置されている刑事部鑑識課に所属する地方公務員の警察職員であり、鑑識技術については警察学校などで学ぶ。

## 歴史
19世紀後半から、捜査によって導かれた結論の正当性を科学的な分析結果によって証明するという概念が登場し、当初、警察技術（Police Technique）、警察科学（Police Science）、犯罪科学・犯罪鑑識学（Criminalistics）などと呼ばれていた。1893年、犯罪科学の祖、オーストリアの検事・予審判事で刑法学者のハンス・グロス（Hans Gross 1847-1915）が『刑事犯罪予審判事必携の書』(原題:Handbuch Für Untersuchungsrichter Als System Der Kriminalistik）を出版し、犯罪鑑識と裁判に科学的理論をもたらした。1910年フランス、リオンの警察技法研究所の初代所長エドモンド・ロカールは、グロスの理論を犯罪捜査の実践へ利用し『犯罪科学全書』（原題：aite de Criminalistique）にまとめた。「フランスのシャーロック・ホームズ」と呼ばれた。
その後、各国で鑑識する部門が設立された。
アメリカでは、1896年にNational Bureau of Criminal Identificationが設立され犯罪者の識別情報が集められた。1923年にロサンゼルスに法科学研究所が置かれ、1926年にFBIの前身となるBureau of Investigationが置かれ、1932年にFBI内に法科学研究所が置かれた。
日本では、1919年に警視庁が鑑識写真係を各署に配置した。1948年に国家地方警察本部に科学警察研究所の前身である科学捜査研究所が置かれ、その後に各都道府県で鑑識が行われるようになった。

## 構成内容
法生物部門
骨学、血清学、DNA、毛髪、歯、動植物などの識別。
法化学部門
薬物、毒物、工業製品、鉱物の識別
法工学部門
銃器、爆発物、火災、交通事故・機械事故、画像・写真、音声・音響などの分析
法心理
ポリグラフ（うそ発見器）、顔の印象（顔写真、似顔絵）、プロファイリング
法文書
筆跡、偽造文書、偽造通貨などの印刷物の分析。
その他
指紋、足痕跡、現場写真、コンピューター犯罪、ハイテク犯罪などの分析・研究。

## 主な手法と対象
- 歯型
- DNA型鑑定
- 指紋の採取と照合
- 足跡（足痕跡）[6]

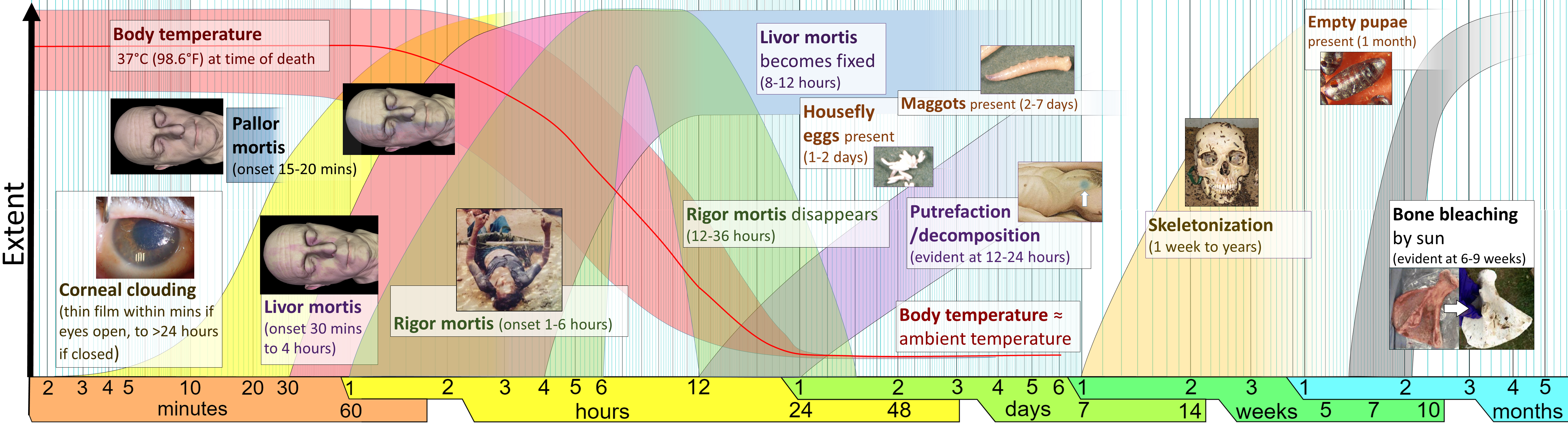
死後の死体の変化

- 痕跡（タイヤ痕、手袋痕、工具痕、その他の痕跡）[7]
- ルミノール試験
- 文字鑑定（不鮮明文字、削除文字、抹消文字、別の塗料などで上書きされた塗抹文字、炭化文字、改ざん文字などを鑑定する[8]。）
- 等々